# クーリア
株式会社クーリアは、大阪市中央区に本社を置くファンシー文具メーカーである。
同じくファンシー文具メーカーであるカミオジャパンから独立、1996年11月に株式会社ラリュシュとして設立。2006年1月1日に社名を株式会社クーリアに変更。

## 商品展開
「クーリア」のブランドでメモ帳やレターセット等の紙製品を中心に展開していたが、現在では社名になった。
使用するキャラクターは全てが自社開発によるもので一部キャラクターは他社にライセンスを行っている。そのうち主力キャラクターである『しずくちゃん』は2003年から岩崎書店より絵本化され2006年10月からアニメが放送されるなど大ヒットし、様々なライセンシーからも商品化が行われた。また『おじぱん』はバンダイとのコラボレーションにより様々な分野で商品を展開している。
近年では「スケジュール帳」や「シール」など多くのヒット商品を生み出している。

## 沿革
- 1996年 - 株式会社ラリュシュ設立。
- 2002年 - 東京都渋谷区にクーリア東京デザイン事務所を設立。
- 2006年 - 株式会社クーリアに社名変更。
- 2007年 - 本社を大阪市中央区大手通に移転。
- 2010年 - 中国・上海事務所開設。
- 2013年 - デザインソリューション事業、キャラクター・コラボ事業を開始。本社を大阪市中央区淡路町に再移転。

## ブランドによる差異
- クーリア（Q-LIA）
一般的なファンシー文具はほとんどこのブランドで発売されている。主なキャラクターとしては次のようなものがある。
  - しずくちゃん
  - あにまるれっすん
  - アーミーこぱむだ
  - 風水にゃんこ
  - おっちゃん
  - おじぱん
  - ハッピーダイアリー
  - プチフルール
  - きもしば
  - ばなにゃ
  - ゆかいなアニマルバス
  - モコモカ
  - よいちょまるフレンズ
- シトラス  
イラストレーターイツコアヤノの専用ブランド。当初はクーリアブランドで発売されていたが、2000年に独立したブランドとなった。2004年以降ブランドは休止状態であり、再びクーリアブランドで商品が発売されている。